# Эль-Уд (кладбище)
Кладбище Эль-У́д (араб. مقبرة العود‎) — самое большое кладбище в городе Эр-Рияд и третье по известности кладбище в Саудовской Аравии после кладбищ Аль-Баки и Аль-Муалла, где похоронены все короли Саудовской Аравии.

## Местоположение
Расположено в районе Эль-Гафран, примерно в 1 километре от улицы Батаа, в центре Эр-Рияда. Точнее, находится на правой стороне улицы Батаа, идущей на юг, между Эль-Дирья и Манхубом. Это примерно в 2 километрах от мечети имама Турки ибн Абдаллы. В марте 2012 года управление по охране окружающей среды муниципалитета Эр-Рияда приступило к реализации проекта по электронной маркировке каждой могилы. Сюда обычно ходят, чтобы почтить память умерших.

## Захоронения
Является местом упокоения большинства членов королевской семьи и королей Саудовской Аравии, в том числе: короля Абдул-Азиза, короля Сауда, короля Фейсала, короля Халида, короля Фахда и короля Абдаллы.